# ゼノブレイドクロス
『ゼノブレイドクロス』（XenobladeX、英：Xenoblade Chronicles X）は、モノリスソフトが開発し、任天堂より2015年4月29日に発売されたWii U専用ゲームソフト。アメリカ・ヨーロッパでは同年12月4日に発売された。
2025年3月20日にNintendo Switch移植版『ゼノブレイドクロス ディフィニティブエディション』が発売された。

## 概要
モノリスソフトが手掛けるシームレスオープンワールドRPG。2013年のNintendo Direct @E3 2013で「モノリスソフト完全新作」と題され発表され、2014年に『XenobladeX（ゼノブレイドクロス）』という正式名称が発表された。
一部システムは前作『ゼノブレイド』を踏襲・進化したものになっているが、ストーリー上の繋がりはない。作中には前作と共通する単語や関連性を匂わせる要素が一部存在するも、その詳細は明示されない。
前作と異なり、舞台となるマップが全てシームレスに繋がった完全なオープンワールドとなった。陸地面積は前作の総面積の約5倍とされる400㎢に及び、起伏に富んで縦横に広がる広大なフィールドを探索していく。前作が目的地を目指して冒険するリニア（一本道）な構成だったが、今作は拠点を中心に探索範囲を広げつつストーリーを進めるノンリニアな構成になっている。移動にはストーリー上の縛りも無く、自由行動が可能になって以降は世界のどこへでも行くことができる。
ネットワーク対応だが、完全なオンラインゲームという訳ではなく、他のプレイヤーと直接やりとりはせずに、この世界のどこかに同じゲームを遊んでいる人がいることを感じられる「ゆるくつながるネットワーク」として設計されている。他のプレイヤーのキャラクターがNPCとしてフィールド上に姿を見せたり、一時的にパーティに加えることで双方にアイテムやリソースといった恩恵を齎すシステムであり、他にも共通の課題を複数プレイヤーがそれぞれこなすことで少しずつ達成していくなど、間接的ながら他プレイヤーと繋がる作りになっている。これは開発途中からの変更であり、それに伴って主人公をアバターに変更し、ストーリーもアバター用に書き換える「大工事」が行われている。
ストーリーとゲームシステムのバランスを取っていた前作に対し、今作はストーリーよりもゲームシステムや自由度を重視した作風となっている。総監督にしてシリーズの生みの親である高橋哲哉は『ゼノサーガ エピソードII』と同様、ストーリーに関しては原案に退き、高橋のプロットを元に竹田裕一郎と兵頭一歩を始めとするライター陣が実際の脚本に落とし込んで行っている。高橋の原案は書籍化できるほど膨大であったが、複数あるストーリーの中からゲーム内容やスケールに適したものを選んで脚本化する形となっているため、メインストーリーそのものは前作よりも短い一方でクエストは大幅に増量している。ただし、本編は多くの謎を残したままエンディングを迎え、作中では明確な解答が示されずに終わる。『ディフィニティブエディション』ではその後のストーリーを描く新章が追加されている。

## ゲームシステム
謎の異星文明間の争いに巻き込まれ地球から脱出した地球人が不時着した「惑星ミラ」と、そこに設置された「ニューロサンゼルス」を中心に異星人「グロウス」との戦いが描かれる。前作では副次的な要素であった「フィールドの探索」に重きを置いており、ストーリーを進める際にも一定の探索率が必要な場合もある。また、ゲームを進めることでドールと呼ばれるロボットに搭乗し移動や戦闘ができるようになる。

### 開拓作業
惑星ミラの地上を構成する五つの大陸を探索・開拓していく。
フロンティアネット
惑星ミラの全容を把握するための情報システム。Wii U GamePad上に地図として表示される。各マップはセグメントと呼ばれる六角形のエリアに細分化され、それぞれのセグメントにトピックが設定されている。ミラの各所にフロンティアネットスポットが存在し、ここにデータプローブを設置する形で開拓作業を進めていく。
データプローブ
周辺地域の情報を収集する探査機。「フロンティアネットスポット」に設置することで周囲のセグメントの情報が会得できる。また、金銭とは別の特殊リソースミラニウムの採集も自動で行う。プローブには種類があり、高性能のプローブを立てることでレアリソースの獲得、バトルの支援などの大きな恩恵を受けられる。また、各プローブは連結が可能で、繋ぎ方次第で効果を高めることができる。
セグメント
地図上で六角形に分割されたエリア。データプローブを設置するとその周囲のセグメントのトピックが明らかになる他、スキップトラベルが可能になる。トピックは「オーバードを倒す」「トレジャーを取得する」「クエストをクリアする」などがセグメント毎に一つずつ存在し、それを達成すると開拓度が上昇する。トピック内容はアイコンで大凡分かるが、NPCの会話から情報を得ることでより詳細なヒントが表示されるようになる。
スキップトラベル
ランドマークやデータプローブ設置場所といった規定のポイントへ瞬時に移動するシステム。今作では移動先はセグメント単位で区切られており、Wii U GamePad上の地図から行先を選択する。
その他
前作では高所から水上以外に落下するとダメージを受けたが、今作ではどんなに高い所から落下しても必ず着地できるためダメージは無い。また、前作ではいつでも可能だった時間帯の変更は規定の場所（キャンプやベンチなど）でしか行えなくなった。パーティメンバーもNLA内の各々の居場所にいるため、パーティに加えたければこちらから赴いて話しかけなければならない。これらの仕様の内、落下以外は『DE』で仕様変更されている。

### 戦闘
『ゼノブレイド』と同じくリアルタイム戦闘。パーティメンバーは前作から1人増えた最大4人で、プレイヤーに設定したキャラクターのみ操作可能で残りのメンバーはオートで行動する。
オートアタック
基本はオートで攻撃を行う。キャラクターはそれぞれ「射撃武器」と「格闘武器」の2種類を装備しており、随時切り替えることが可能。
アーツ
それぞれのキャラクターが持つ特別な技。メニューから8種類を選択し登録することで戦闘中に使用できる。一度使用するとリキャストが完了するまで使用できない。ドールの場合は燃料を消費する。ドールの場合、ハンドウェポンを除いた全てのウェポン（バックウェポンL・R、ショルダーウェポンL・R、アームウェポンL・R、スペアウェポンL・R）にそれぞれアーツが設定されており、購入するかドロップで手に入れて装備をすることで初めてそのアーツが使えるようになる。
リキャストが完了した後、アーツに対応した武器を構えた状態だとさらにリキャストが進み、ゲージが最大になるとダブルリキャストとなる。この時アーツは普段の2倍を上回る威力を発揮したり連続で使用できたりなどする。
ソウルボイス
戦闘中に特定の条件を満たすと仲間キャラクターが掛け声を発し、それに対応するアーツを使用することによって威力や効果のアップ、特殊状態の付加など様々な恩恵を得ることができる。プレイヤー自身も戦闘中に現れる円に対してタイミングよくボタンを押すと仲間に対してソウルボイスを発動することができる。
テンション（TP）
攻撃を行うことで貯まる。消費して通常のアーツより強力なテンションアーツや、一定時間戦闘技能を向上させるオーバークロックギアを使用したり、戦闘不能になった仲間を復活させることができる。
オーバークロックギア（OCG）
TPを3000消費することで発動させることができ、短時間の間相手に与えるダメージの上昇やアーツのリキャストタイムの短縮など、能力を大幅に上げて戦闘が行える、本作の戦闘の醍醐味とも言えるシステム。
発動中はアーツに対応した武器を構えていなくてもダブルリキャストが進む上、それを上回るトリプルリキャストが解禁される。
発動中に格闘→格闘や射撃→射撃のように同じ種類の攻撃系アーツを連続して使うとギアカウンターのヒット数がカウントされ、この値が大きくなると能力の上昇値のアップなど様々な効果が得られる。
また、支援系アーツを使用すると制限時間の延長、支援→格闘or射撃だと攻撃系アーツのヒット数の倍の数がカウントなど、アーツの系統と使う順番により様々なカラーコンボが発動し、戦闘を有利に進めることができる。
また、パーティ内の仲間が同時にギアを発動させることによって得られる効果も存在する。
発動中、制限時間が残り少なくなっても、再度TP3000を消費することで、カウント数を維持して制限時間を最大まで延長することができる。
これを利用すればカウント数で変動するカラーコンボにより延長できる制限時間の伸びづらい手数の少ない武器であろうとカウント数をMax(100)まで上げることができ、カラーコンボを利用すればギアを永続させることができる。この時の戦闘力は非常に高いものとなる。上手く活用すればレベル差が歴然な敵に対抗したり、通常では歯が立たない相手を逆に圧倒することも可能。
これが本来は時々しか利用できない要素ながらも本作の戦闘の醍醐味と言われる所以である。
クイックリキャスト
『DE』での追加要素。戦闘開始時に蓄積されているエネルギーゲインを使用することで、リキャストタイムに関係なくアーツを使うことができる。消費されるエネルギーはリキャストまでの時間によって増減するが、戦闘終了後にHPなどとともに全回復する。エネルギーゲージの上限はゲームを進めることで上昇する。

### ドール
プレイヤーキャラクターが搭乗可能な人型ロボット兵器。強大な戦闘能力を持つ他、歩行やビークル形態への変形によって移動手段として活躍する。ただし、搭乗にはライセンスが必要で、ストーリーを進めて出現するクエストを攻略しなければ入手・搭乗はできない。『ゼノサーガ エピソードI』のA.G.W.Sと同様、主人公の機体はストーリーには直接は関わらず入手は任意であり、機体の売買や乗り換えも可能である。ドールに対し、生身のキャラクターはインナーと呼ばれる。
タイプ
ライトタイプ・ミドルタイプ・ヘビィタイプが存在する。ライトタイプは安価で命中・回避性能が高いが、HPが低く燃料積載量も低い（燃費は良い）。ヘヴィタイプは逆に機動性に劣り、燃費も悪く高価だがHPと燃料積載量は高く、高出力兵器も多用できる。ミドルタイプはその中間のバランス型となっている。
機体LV
各ドールには性能を示すレベルが設定されており、搭乗者のレベルがそれを上回っていなければ乗ることはできない。販売されているドールの機体LVは30と50。ライセンス取得時に支給される機体は20。エンディング後には60の機体が開発可能。ただし、LV60の機体はあくまで搭乗者のレベルが60（プレイヤー側の上限）でなければ乗れないということであり、性能的にはより高いレベルに相当する。
ドールは過去の『ゼノ』のロボットと違ってパーツを新調して強くなっていく訳ではなく、基本性能自体は機体毎に固定。対応したパーツを付け替えたり、兵装やデバイスの装着で能力を底上げする形になる。また、インナー用の装備やデバイスには搭乗するドールの性能を強化するものも存在する。
カスタマイズ
購入・開発したドールは自由にカスタマイズができる。名前、カラーリングは変更可能で、武装は左右の手、肩、背中、腕、予備の10箇所に装着する。一部の兵装は複数個所のスロットを埋めるものもある。ただし、戦闘中に部位破壊をされるとその箇所の兵装は使用不可になる（戦闘終了後に修復）。搭乗者の登録・変更はブレイドホームのコンソールで行う。
キャッチ
「崩し」状態になった敵を一定時間拘束する。燃料も少量回復する。
コクピットタイム
ドールでアーツを使用するとランダムで発生。一定時間、プレイヤーキャラクターの乗っているコクピット内の視点になる。全アーツのリキャストが完了し一定時間無敵になる。
フライトユニット
条件を満たすと燃料を消費しつつ飛行が可能になる。飛行中はBGMが変わる特定のスポットを除いてボーカル曲「Don't worry」が流れる。終盤のあるシーンではフライトユニットを装着したドールが必要となるため、最終的にはストーリークリアにドールおよびフライトユニットの入手が必須事項となっている。
燃料
兵装を使用したり飛行をすると燃料を消費していく。無くなるとこれらが不可能になるが移動とオートアタックは行えるため、『ゼノギアス』のギアと違って行動不能には陥らない。ドールを降りていれば燃料は徐々に回復するが非常に遅い。補給はブレイドホームでミラニウムを消費して行う。
ドール保険
ドールが破壊されると有償で修理を行う必要が生じる。しかし各ドールには保険が適用され、その回数以内なら無償で修理してもらえる。また、保険が残っている時に破壊されるとソウルボイス同様の円が表示され、タイミング良くボタンを押せば「ジャスト脱出」となって保険の回数を減らさずに脱出できる（目押しが完全に失敗すると脱出にも失敗して搭乗者が瀕死になってしまう）。また、仲間の機体が破壊された場合も保険数は減らない。ただし、一部の落下すると即死するポイントに落ちると無条件で保険数が減ってしまう。
ディレクターの小島は「本物の車を買うような感覚」でドールを大切にしてもらおうと一度壊れたら修復不能にしようとしていたが、スタッフから反対の声が上がったためにドール保険が導入された。さらにゼノシリーズのリードバトルデザイナーである島本誠の独断でジャスト脱出も追加された。

### クエスト
本作では非常に多くのクエストが設定されており、物語もクエストを受注することで進行する。ほとんどの場合、クエストをクリアすることで「経験値」「金」「アイテム」などの報酬が得られる。一部のクエストは選択肢によって結末やその後受注できるクエストが変化する。
ストーリークエスト
本作の中心となる、セントラルライフを巡るグロウスとの戦いを描くクエスト。基本的に必ず推奨レべルまでレべル上げが必要することで受注の際には一定の探索率や特定のクエストのクリアが求められ、ストーリーのみを進めることはできない。全12章（Switch版『DE』では新章ストーリーを含めて全13章）。
パーティメンバーはエルマとリンの参加が必須であり、残り1人は一部例外を除いて自由に参加させられる（その場合はストーリー上の台詞は無し）。
本クエスト受注時は他のストーリークエスト・キズナクエストを受注できない。
キズナクエスト
特定の仲間キャラクターに焦点を当てた物語が展開されるクエスト。クリアすることで新たな仲間キャラクターの加入や、対象のキャラクターの固有アーツを主人公が使用可能になる。加入済みのキャラクターが対象のキズナクエストを受注する場合、対象のキャラクターに対する一定のキズナ値が求められる。
メインキャラクター関連のキズナクエストはストーリークエスト同様にエルマとリンの加入が必須となるが、任意加入の仲間に関しては当事者以外は自由に編成できる。
本クエスト受注時は他のストーリークエスト・キズナクエストを受注できない。
ノーマルクエスト
NLAやフィールド上のNPCから受注できる、NPCたちの繰り広げるドラマが展開されるクエスト。進めていくことでNPCのキズナグラムが変化したり、NLAに発展が起こったりする。複数のノーマルクエストの話が連続ドラマのごとく繋がっていくこともある。主人公の行動で結末が変わることがあり、時にはNPCの生死すら左右する場合もある。複数受注可能。
シンプルクエスト
NLAのクエストボードで受注できるクエスト。ストーリーなどは特に無く単純にアイテム収集や原生生物の討伐を目的とする。複数受注可能。
ナビゲーションボール
ボールの軌跡を辿って目的地に向かうことができる補助アイテム。ストーリークエスト第4章で入手可能でストーリー、キズナ、ノーマルの各クエストの目的地や大まかな道のりを提示する。『DE』ではさらにクエストやアイテム作成に必要な収集素材や討伐オーバードの位置も提示する機能が追加されている。

### 操作方法
Wii U GamePadとWii U PROコントローラーに対応。Wii U GamePadは「セグメントマップ」を表示するナビゲーション端末として使用。GamePadだけでのプレイにも対応している。

### その他
前作同様、装備品はキャラクターの外見に反映される。中には水着、制服、ジャケットなどの戦闘向きではない衣装も用意されており、これらの大半は見た目通り能力値が低い。ストーリークエストをクリアするか或いはDLCキャラクターのキズナクエストを一人でも最後までクリアすると、外見のみに装備品を反映させる「ファッション装備」が解禁（『DE』ではゲーム開始当初から使用可能）され、能力値を気にせず好きな衣装を着せることが可能になる。

## ストーリー

### プレストーリー
西暦2054年、地球は謎の異星文明の争いに巻き込まれ、人類は移民船での地球脱出を試みる。「白鯨」は脱出に成功した数少ない船の1つであったが異星文明の追撃部隊に見つかり撃墜されてしまう。

### 惑星ミラ墜落後
墜落した白鯨は惑星「ミラ」に辿り着く。その2か月後には人類は既に居住ユニットを展開し、安住の地として生活を始めていた。

## 登場人物

### ブレイド

#### エルマチーム
エルマをリーダーとした小隊で、主人公の所属先となる。メインストーリーはこの隊の立場で体験することになる。
アバター
声（男性） - 浅沼晋太郎 / 内山昂輝 / 宮下栄治 / 立花慎之介 / 柿原徹也 / 保志総一朗 / 浪川大輔 / 関俊彦 / 小野坂昌也 / 田中秀幸
声（女性） - 前田愛 / 佐藤利奈 / 小倉唯 / 勝田詩織 / 内田真礼 / 上坂すみれ / 田中敦子 / 小清水亜美 / 白石涼子 / 鈴木麻里子
ユニオン - 自由に選択可能
クラス - ドリフター（初期状態、後に自由に変更可能）
本作の主人公。ゲーム開始時に名前、性別、容姿、声を任意に設定できる。原初の荒野に墜落した脱出ポッドの中で眠っていた所をエルマに回収され、エルマたちと共にブレイド隊員としてセントラルライフ捜索任務にあたることとなる。脱出の後遺症で一切の記憶を失っている。作中では戦闘時などのボイス以外に台詞は存在せず、意思表示は選択肢で行う。条件を満たすとアバターメイクをやり直すことが可能。
ストーリークエストにおいてはチームリーダーのエルマに随行する形になり、イベントシーンでもエルマとリンから一歩引いた立ち位置にいることが多い。故に本筋のストーリーにもあまり積極的には絡まないが、時には他者を救うために身を挺したり、チームリーダーのエルマに異を唱えることもある。エルマたちの関わらないキズナクエストやノーマルクエストにおいては自身が多くのNPCと関わり、惑星ミラの開拓やNLAの発展の功労者となっていく。
当初は従来同様にキャラクターが設定された主人公であったが、ネットワーク対応のためにアバターへと変更された。
エルマ
声 - 桑島法子
ユニオン - テスタメント
クラス - フルメタルジャガー（武器：デュアルガン&デュアルソード）
民間軍事組織「ブレイド」のチームリーダーを務める褐色肌で白髪の女性。沈着冷静かつ的確な判断力と洞察力を持ちメンバーにも尊敬されている。地球では統合政府軍特殊作戦車両教導隊の大佐を務めていた。原初の荒野にて主人公を回収し、自分の小隊の仲間として迎え入れリンと共にセントラルライフ奪還を目指す。
主人公は彼女がリーダーを務めるエルマチームに所属する形になり、ストーリークエストにおいてはエルマがチームリーダー、および実質的な主人公としてストーリーを牽引していく。そのため、ストーリークエストやメインキャラクター関連のキズナクエストには参加が必須となっている。
公式サイトのショートストーリーによれば、白鯨墜落時には「英雄」と共にドールで敵勢力と戦っていたが、白鯨の外壁から弾き飛ばされた際に彼の犠牲によって助けられていたという。
その正体は地球が消滅する前に唯一地球に居た異星人サマールの民。B.B.時は29歳とされていたが、実際は少なくとも百年単位で生きている。母星がグロウスとゴーストによって滅ぼされ、アレスと共に地球へ逃れてきた。以来、何十年にも渡って移民船や、ドール、B.B.などの高レベルな技術を地球にもたらした。本来の肉体はセントラルライフで眠っており、白い肌と青みが掛かった銀髪を持つ。エンディングではB.B.の体から本来の肉体に戻り、以降はそのサマールの姿で行動する（設定でB.B.に戻すことは可能。また、『DE』でも追加シナリオである第13章以降は行動することは可能。）。
リン / リンリー・クー
声 - 伊瀬茉莉也
ユニオン - アームズ
クラス - シールドバトラー（武器：ガトリングガン&シールド）
本名は「リンリー・クー」。「ブレイド」のメカニックを担当。性格は明るく、誰にでも分け隔て無く接する。13歳。機械工学に長け、戦闘ロボット「ドール」の開発も手がける。天才であり情熱と行動力に優れた両親の遺志を受け継いでおり、ドール用のフライトパックを開発することを目標としている。
地球ではアレスの整備チームのー員を務めていた。ブレイドのエルマチームの一員で、ストーリークエストにおいてはエルマの相棒として準主人公的立場で物語の中心人物となる。そのため、エルマ同様にストーリークエストやメインキャラクター関連のキズナクエストへの参加が必須となる。
タツ
声 - 阪口大助
惑星ミラに住む「ノポン人」の1人。13歳。天真爛漫、純粋無垢に見えるが時々上から物を言う。エルマ隊が保護することになる。助けてもらったお礼として主人公にノポン秘伝の超便利アイテム「ナビゲーションボール」を授ける。非戦闘員であるが、リンをメンバーに加えるとついてくる。バイアス人にさらわれて食料として備蓄されていたが、リンにも毎度のように食材にされかける。「ホムホム」という、前作ゼノブレイドの世界でノポンたちがホムスを指す言葉を知っているが、意味までは知らない。また、あるシーンでは前作の「サイハテ村」の名前を伝説の地として口に出すが、その理由は不明。
ドリアンキャラバンのリーダー、カカの長男で、弟妹が5人いるが彼らから父親と間違われることが多い。
今作のノポン人は前作のノポン族と違って戦うことはなく、タツも前作のリキのように戦闘には参加しない。これは作中では「負傷によって行商に支障をきたさないため」と説明される。

#### メインキャラクター
ストーリー上で仲間になるブレイド隊員。
イリーナ
声 - 高森奈緒 / 松嶌杏実（『ディフィニティブエディション』追加ボイス）
ユニオン - インターセプター
クラス - サイシーカー改（武器：アサルトライフル&ナイフ）
「ブレイド」のメンバー。男勝りでサバサバした性格。27歳。地球では「統合政府軍特殊作戦車輌教導隊中尉」に所属。エルマはその時の上官である。レオンという弟がいたが、地球で死別している。
グイン
声 - 中村悠一
ユニオン - インターセプター
クラス - サムライガン（武器：アサルトライフル&ロングソード）
「ブレイド」のメンバー。真っ直ぐな性格で正義感が強い。24歳。地球では「統合政府軍特殊作戦車輌教導隊」に所属、イリーナとエルマはその時の上官である。イリーナに憧れ、彼女を守りたいと考えているが現状ではそれが可能な実力に至っていない。やや天然。
ダグ / ダグラス
声 - 小山力也
ユニオン - アヴァランチ
クラス - ブラストフェンサー改（武器：レイガン&フォトンセイバー）
本名は「ダグラス」。ドール部隊のチームリーダー。30歳。「統合政府軍特殊作戦車両教導隊」の所属で戦闘技能全般に秀で、特にドールの操縦を得意としている。エルマの部下。よくリンのドール運用試験に付き合わされており、その度に酷い目にあっている。見かけによらず気さくな性格をしているが、実際は頭に血がのぼり易く頑固な面も見せ、弄られやすい損な性格。また、ブレイド内では金稼ぎに躍起になっているとの噂まで立っている。
ラオ
声 - 藤原啓治 / 星野貴紀（『ディフィニティブエディション』追加ボイス）
ユニオン - パスファインダー
クラス - ロングランサー（武器：スナイパーライフル&ジャベリン）
パスファインダーのチームリーダー。31歳。以前は米国陸軍に所属しており、ダグと当時からの戦友。やや皮肉屋っぽい面も見せるものの誠実な性格で部下からは厚い信頼を得ているが、時折ふらっと居なくなるため心配されている。
地球時代は妻と娘を救うことを目的に地球種汎移民計画に参加していたが、二人を移民船に乗せられず失い、その絶望からグロウスに寝返って生き残った人類を滅ぼそうと画策していた。「英雄」の機体を模したドールプログアレスを持ち出して人類を裏切った後にエルマらに阻止され、エルマに始末されそうになる所をリンと主人公に庇われて改心する。終盤、セントラルライフを破壊しようとするルクザールに不意打ちによって致命傷を与えるが、足場が崩れたためルクザール共々原形質溶液に落ち、キマエラ化してしまい、最期はキマエラの消滅に巻き込まれ消息を絶つ。ストーリーを進めると永久離脱するため、加入できる期間は限られている。
ラオ（キマエラ）
ストーリークエストのラストボス。原形質溶液に落ちたラオとルクザールが無数の生物と混ざり合ってキマエラ化したもの。ラオとルクザールの意識がせめぎ合っており、ラオとしては自身を倒すように主人公たちに訴える。戦闘後半にはドールの燃料を全て抜き取り、（通常なら）インナーでの戦闘を強いられてしまう。
ルー / ル・シルフェ
声 - 置鮎龍太郎
ユニオン - 無所属（風来坊）
クラス - シールドバトラー改（武器：サイコランチャー&シールド）
惑星ミラに住む先住民。年齢不詳。発明家で、自身の発明品を売ることで生活している。夜光の森に墜落していたライフポイントから地球の知識を学んでいたが、グロウスに襲撃されたことによりエルマたちに連れられてNLAへ移住する。地球人の美的感覚で見ても美形ではあるが、性格は飄々としていて人懐っこい。地球の諺や故事成語を気に入っており、話の途中で引用する癖があるものの使い時を間違えていることもしばしば。彼の同族は登場せず、その詳細な正体は不明。キズナクエストをこなすとショップ街に自分の店を開き、装備品のスロットを拡張できるようになる。
ナギ / ナギ・ケンタロウ
声 - 菅生隆之
ユニオン - 無所属
クラス - ジェネラルソード改（武器：ガトリングガン&ロングソード）
NLA自治政府軍務長官。57歳。地球では統合政府軍准将。「白鯨」では船長を務めていた。ブレイド隊員の身を最優先に考えるその姿勢から全ブレイド隊員から尊敬を集めているが、主人公に対し自由意思を尊重すると言いながらリンを引き合いに出し半ばブレイド加入を強制するといったお茶目な面や、長官ではなく一隊員として戦えることを楽しんでいるような一面を持っている。居合の達人であり、初期装備が日本刀である。また、前作のダンバンの技「桜花乱舞」を継承している。

#### サブキャラクター
メインストーリーには関わらないが、キズナクエストを達成することにより仲間として使うことのできるキャラクター。仲間にしたか否かにかかわらず、エンディングには必ず登場する。
フライ
声 - 中井和哉
ユニオン - インターセプター
クラス - サムライガン改（武器：ガトリングガン&ロングソード）
「凶猛の駝鳥」の異名を持つ凄腕の兵士。30歳。無類の酒好きで普段はダイナーで飲んだくれているが、いざ任務となると恐るべき戦闘力を発揮する。誰も受けたがらない危険な任務ばかりをこなす。
フォグの兄で本名は「フライ・クリストフ」。過去の経緯から不仲になっているため、当初は兄弟同時にメンバーを編成することはできない。
フォグ・クリストフ
声 - 宮田幸季
ユニオン - ランドバンク
クラス - ソードファング（武器：デュアルガン&デュアルソード）
人見知りが激しくマイペースな性格の青年。24歳。その性格のためチームには所属せず一人で任務をこなしている。付き合うには広い心と根気が必要だが、天才肌なのか実力は十分にある。
フライの弟で、かつて喧嘩別れした兄に近づくために精進を続けているが、その性格のために失敗続きであった。
ヒメリ・アランジ
声 - 米澤円
ユニオン - コンパニオン
クラス - サイシーカー改（武器：サイコランチャー&ナイフ）
住宅エリアで住人の悩み相談に乗っている女性。24歳。とても献身的な性格をしており、「NLAの聖女」と称賛されるほど皆から頼りにされているが、そこに付け込まれて度々悪事やタダ働きに利用されてしまうことも。また、その性格もある種のコンプレックスに起因する。戦闘は不慣れだが、NLAの人々のために尽力する。
仲間にするための最初のキズナクエストの達成には、受注可能になった時点では探索が難しいエリアまで向かわなければならない。
仲間になった後に行方不明に聞いて自ら主人公たちと共に捜索開始することになった。そして夜に待ち合わせをして確かめるが、なんとオルネラともう一人のヒメリがいますが偽物で、異星人のディフィニア人「SN333:ジサーヌ」だと判明した。討伐するとオルネラは「あんたの名前でー儲けしようとしたタダ働きばかりで損ばかり、だから奴と組んだ」と白状。その後に自ら「NLAで一緒に償おら」に寄り添うがオルネラは「拒絶し自害」。パートナーの裏切りにショックのヒメリ本人だったが、自分を慕ってくれる人のために尽くすことを誓うのであった。
マードレス
声 - 豊口めぐみ
ユニオン - コレペディアン
クラス - ソードファング改（武器：サイコランチャー&デュアルソード）
腕は立つが我儘で金にがめつく、常に儲けを最優先に考え仲間を平気で欺く様からマードレス（殺人者）と呼ばれている女ブレイド。26歳。イリーナとは古い付き合いらしい。裕福な家庭で育ったが、ある一人の男によって人生を狂わされた過去を持ち、金を稼ぐのも家の再興を目的としている。周囲からの信頼は低く、「チームを組みたくないブレイドNo.1」といった不名誉な称号が与えられているが、異名に反して殺人は行っていない。本名は「シャロン・ペティ・エフィンジャー」であることがキズナクエストを最後まで進めると明かされる。
セリカ
声 - 佐藤聡美
ユニオン - ランドバンク
クラス - サイシーカー改（武器：デュアルガン&ナイフ）
ロックと一緒にグロウスから逃亡していたクリュー系異星人の少女。18歳。エルマたちに保護されNLAに移住しようとするが、不安分子を入れたくないモーリスから厳しい扱いを受けてしまい、住民権を得るためにブレイド入隊試験を受けることになる。温厚で面倒見が良く、非好戦的なロックの身を案じている。本名は「セリカ・クリカ」でニールのことは姉のような関係を持つ。
ストーリー上は必ず登場してNLAに移住させることになるが、仲間にするキズナクエストは任意イベントとなっている。
ミーア
声 - 金元寿子
ユニオン - コレペディアン
クラス - サイシーカー（武器：レイガン&ナイフ）
ブレイド隊員に憧れる少女。19歳。彼女のみキズナクエストではなく複数のノーマルクエストをこなすことで仲間になる。ブレイドに入隊できずにいた所を主人公の助力で装備を調達した後、NLAを飛び出して冒険の旅に出るが、行く先々でピンチに陥りその度に主人公に助けてもらうことになる。主人公のことを「センパイ」と呼ぶ。出生にちょっとした秘密があるが本人は大したことではないと考えている。仲間にするための条件の達成には「超難問」で、ストーリー第11章終盤以降、多々のクエストを達成、ディフニア櫼滅、ミーアの飛翔、黒鋼の大陸調査率65%以上をクリアする必要がある。

#### ノンプレイヤーキャラクター
ヴァンダム
声 - 玄田哲章
「ブレイド」の司令官を務める。48歳。恒星間移民船「白鯨」では技師長を務めていた。口が悪く、『ゼノブレイド』の同名キャラクターや『ゼノサーガ』に登場した少佐同様、隊員たちに「上腕二頭筋を破壊する」トレーニングを課すほどに傍若無人な所があるが、豪放磊落な性格で多くの隊員に慕われている。
モーリス・ショーソン
声 - 沢木郁也
元米国国防相の官僚、大統領補佐官を歴任してきた地球での立場から自らNLA自治政府行政長官を名乗っている人物。65歳。ナギたちに反発することが多く、異星人のNLA移住にも難色を示すなど辛辣な態度が目立つが、全ては生き残った地球人を第一に考えてのことである。作中ではスラングをよく分かっていないエルマからツンデレと呼ばれる。
ロック
声 - 山本和臣
セリカと行動を共にする異星人。ドール並みの巨体とパワーを持つが、争いを好まない非好戦的な性格。モーリスから戦力として期待されていたが、セリカのブレイド入隊試験の一件の後、NLAの工事現場を紹介され、そこで働くことになる。

#### DLCキャラクター
DLCを購入すると仲間になるが、購入していなくてもNPCとしては登場する（『DE』ではDLCが最初から実装されている）。また、終盤にはストーリーでも姿を見せる。
HB / ヘクター・バートウィッスル
声 - 島﨑信長
ユニオン - パスファインダー
クラス - シールドバトラー改（武器：アサルトライフル&シールド）
ブレイドの自称「エリート」。28歳。理論派で努力家。常に地球人の利益を優先に考えて行動するため、判断が冷たいと感じられる場面もある。向上心に溢れるが故にヴァンダムを蹴り落とすことが目標だが、ヴァンダムの気を引くために本人の前で腕立て伏せをするなどの奇行も取る。戦闘中は勝手に「エリート」を付けた技名を叫ぶ。
ボゼ・ロウズ
声 - てらそままさき
ユニオン - アヴァランチ
クラス - ロングランサー（武器：スナイパーライフル&ジャベリン）
東洋オタクの元熱血教官。54歳。坊主頭とその破天荒な性格は「破戒僧」とも形容される。統合政府軍時代からの歴戦の兵で、前線を退いてからは士官学校の教官を務めていた。その関係で、ブレイド隊員にも教え子が多く、「ボウズ先生」の愛称で慕われている。異星人には排他的な思想を持つ。
イエルヴ
声 - 羽多野渉
ユニオン - テスタメント
クラス - ブラストフェンサー改（武器：フォトンセイバー&レイガン）
口が悪く、一見不良のような青年だが、本当は仲間思いなブレイド隊員。22歳。白鯨墜落時に行方不明となった相棒を探している。エピローグにも登場する。
主人公と同じく昔のことをあまり覚えていないが、彼のキズナクエストをクリアすると、彼自身の秘密を示唆する不可解なムービーが流れるがその意味は明かされずに終わる。
アクセナ
声 - 中上育実
ユニオン - アームズ
クラス - ロングランサー改（武器：アサルトライフル&ジャベリン）
三度の飯よりドールが好きな女の子。21歳。アームズカンパニーからの依頼で新兵器のテスターをしている。リンとは仲が良い。

### DE版キャラクター
Switch版の追加キャラクター。
リーゼル
声 - 沼倉愛美
ユニオン - テストパイロット
クラス - ロングランサー改（武器：デュアルガン&ジャベリン）
アームズカンパニーに所属するテストパイロット。新ドール「フレスべルグ」の開発に携わっている。元ドイツ空軍戦闘機パイロットで、常に沈着冷静でありながらも非常に仲間思いな一面を持つ。
ニール・ネール
声 - 日笠陽子
ユニオン - 宇宙考古学者
クラス - フルメタルジャガー改（武器：サイコランチャー&デュアルソード）
セリカと同じクリュー星系の異星人。異星文明を研究する考古学者。クリューの神官で、中でも最高位の「託宣の巫女」に携わっている。クリュー星系のヒエラルキーの上位に属するが、非常に友好的な性格で気さくな言動が特徴的。学者としての好奇心が強く、地球人の文化や風習に興味を示している。
アル / アロイス・ブルノルト
声 - 阪口周平
ユニオン - 英雄
クラス - ジェネラルソード改（武器：スナイパーライフル&ロングソード）
かつてオリジナルドール「アレス」を駆って人類を守った英雄。33歳。アレスは生体でなければ運用できないため、白鯨のクルーの中で唯一B.B.ではなく生身の肉体で活動している。
『DE』では追加シナリオである13章で登場。白鯨が惑星ミラに不時着する際に「狭間の世界」に飛ばされ行方不明となっていたが、アレスの導きによって生還を果たし、サマールのエルマ、リン、ダクと再会する。また、主人公、イリーナ、グインは直接に会うのは初対面になっている。

### グロウス
地球人と敵対する組織。
ルクザール
声 - 石塚運昇
サマールの下級領事でグロウスの総帥。「あのお方」のためにと地球人を滅ぼそうと画策する。セントラルライフでの最終決戦ではウィータに搭乗して施設内部に突入するが、ラオ共々、培養液に落ちてキマエラと一体化し、主人公たちに倒される。なお、ルクザールの専用艦であるゼルン（グロウスの攻撃空母）はマップ上で遭遇するオーバードとして出現する。
ゲーティア
声 - 本名陽子
ライフポイントの破壊を楽しむ女戦士。頭部の触手から雷撃を放つことができる。ライフポイントを探索するエルマチームの前に現れて彼女たちの前でライフを破壊、その後ブレイドを罠にかけるために別のライフを利用し、専用ドール「アルマンダル」に乗って再びエルマチームと対決した。
リーズ
声 - 小松由佳
NLAに襲撃をかけた、少女のような姿をした戦闘狂。重力を自在に操る能力を持つ。気性が激しく執念深い性格。NLA襲撃の目的であるウィータ奪還という任務は達成したが、地球人を皆殺しにするという目的を果たせずに敗走。その後超大型ドール「ズ・ハッグ」を半ば強奪する形で出撃し、再びNLAを襲撃しようとするも、その場に居合わせたエルマチームに阻まれる。
ダガン
声 - 長嶝高士
リーズとコンビを組む戦士。ドールに匹敵する巨大な体とパワーを持つ。全身を厚い装甲でまとっており、驚異的な打たれ強さを誇る。NLAでの戦闘で敗走した後、リーズと共にズ・ハッグに搭乗し、リーズと運命を共にした。
ガ・デルグ
声 - 稲田徹
クラス - ギャラクシーナイト改（武器：レイガン&フォトンソード）
傭兵種族ラース人の元王太子で、正確にはグロウスではない。種族全体をルクザールに人質に取られ、地球人と戦わせられたが、その後離反し、地球人と同盟を結ぶ。忠義に厚く、義理を重んじる生粋の武人で、ガ・ボウをはじめ民から慕われている。『DE』では同盟を結ぶと同時に仲間として加入する。
ガ・ボウ
声 - 渡辺明乃
ラース人。ガ・デルグの側近として幼い頃から仕える女戦士。
ヴォイド
過去に大罪を犯し、異空間に魂を隔離された古代サマールの科学者。ルクザールらが「あのお方」と呼ぶグロウス本来の統率者にして創造主。ヴォイドの魂は死ぬことすら許されず、浮遊大陸に封印されているが、真理を探求する欲求は捨てておらず、彼の信奉者（グロウス）たちが建造したウィータを依代として自らの目的のために暗躍を繰り返して来た。本編ストーリーには登場せず、『DE』の追加シナリオの第13章で「真のラスボス」として登場し主人公たちの前に立ちふさがる。
本作では声優は起用されず、サウンドエフェクトが使用されている。

## 舞台
惑星ミラ
本作の舞台となる未開惑星。元々はノポンたちに「広くて広くて嫌になっちゃうほど広い地面だも」と呼ばれていたが、白鯨墜落後にモーリスによって名付けられた。名前は地球種汎移民計画に尽力していながら、移民船に乗り込まず地球と運命を共にした女性「ミラ・トーレス」から取られている。「原初の荒野」「夜光の森」「忘却の渓谷」「白樹の大陸」「黒鋼の大陸」の5つの大陸から成る。また、これら以外の海域に幾つか小島も存在する。大気、重力、気候は人間が生きていくのに適した環境となっているが、各地には獰猛な生物、謎の文明が残したと思しき古代兵器、険しい自然など様々な脅威が存在する。白鯨のクルーたちはこの星を第二の故郷とするべく開拓作業を行なっている。しかし、惑星内では異種族が何の処置も無く意思疎通可能になったり、星を離脱しようとした者が謎の力によって引き戻されるなど、ただの未開惑星ではないことが随所で示唆されている。また、出航前に入手していた航宙図にも載っていない未知の惑星であり、突然現れたかのように白鯨側も寸前までミラの存在を認知できておらず、グロウス側も直接降り立った訳ではなく気がついたらミラに居たという。
ニューロサンゼルス（NLA）
惑星ミラにおける人類の拠点。白鯨の居住ユニットだったが、墜落時に船体から切り離し、原初の荒野に根付く街となった。名前はモデルとなった都市から取られて名付けられた。元々居住可能な惑星に降下させることを想定して人工重力発生装置を搭載した仕様になっているため、不時着時にも大きな損傷は無く軟着陸できている。また、NLAの拠点ではミラに墜落に「石英」に近い鉱物化になっている。商物資の生産やドールを開発を行う「工業エリア」、レストランやアパレルショップなどの繁華街「商業エリア」、住まいがある「住宅エリア」、暫定政府やブレイドの本部が置かれている「ブレイドエリア」、ゲーム開始時はまだ何もない「未開発エリア」に分かれている。武器や防具の売買、ドールの整備はここで行う。ストーリークエストを進めるとノポン人とマ・ノン人が移住し、マ・ノン人の宇宙船が未開発エリアに入港する。ノーマルクエストをこなしていくことによってさらに多数の異星人が移住していき、人種のるつぼと化していく。
原初の荒野
NLAが不時着した大陸であり、ここを中心にミラの調査範囲を広げていく。名前こそ「荒野」だが、実際は草原が広がる緑豊かな大地となっている。自然に溢れた原野で、ミラの中でも最も地球環境に近い大陸ではあるが奇形の断崖や浮遊する小島など異様な地形も数多く存在し、異星であることを実感させる。登場するエネミーも比較的弱く、レベルの低いブレイドでも探索がしやすい一方、桁外れに強力な敵やオーバードも存在する。
夜光の森
原初の荒野より西部に位置する。大陸全体が巨大な植物に覆われた密林になっており、枝や葉が入り乱れたことで横のみならず縦にも複雑な地形と化している。岩や花に擬態した原生生物が多く、奇襲も受けやすい。名前の通り、夜間には植物が幻想的な光を発する。最奥部にはミラの生態系の頂点に君臨する最強のオーバードが存在する。ノポン人は「ヨルピッカ森」と呼称していた。
忘却の渓谷
原初の荒野より東部に位置する大陸。一面、殺伐とした砂漠が広がる不毛の大地で植物はほとんど見られない。さらに体力を奪う電磁嵐が吹き荒れるなど、探索の環境も過酷になってくる。「忘却」の名の通り、かつて繁栄していたと思われる古代文明の遺跡らしきものが随所に見られる。ストーリークエストクリア後にはHP1億のオーバードが出現する。ノポン人の呼称は「メニスナ谷」。
白樹の大陸
原初の荒野から海上の道を北に向かった先にある大陸。雪のように白い砂や植物に覆われた大地で、昼夜を問わず幻想的な雰囲気を醸し出す。特に夜は胞子や夜光球が光を放つ他、時には赤いオーロラが出ることもある。しかし大量の胞子が舞うと地吹雪のように視界を奪われてしまう。巨大な夜光球の中には凄まじい強さを誇るオーバードが潜んでいる。
黒鋼の大陸
白樹の大陸から北東部に位置する大陸。大陸のほとんどが険しい火山地帯であり、ミラの中で最も過酷な環境となっている。噴煙の影響か曇りの天気であることが多いため基本的に薄暗く、各所にはグロウスの基地や古代の採掘船などの機械も無数に存在し、全体的に物々しい雰囲気が漂う。
浮遊大陸
DE版の追加シナリオ第13章・後編で行くことになる未知のエリア。通常のエリアとは違い、セグメントや調査率などは設定されていない。元々は古代サマール人がヴォイドを封印するために建造した牢獄であり、内部にはサマールの槍と呼ばれる封印装置が複数設置されている。槍を起動させることでその後のヴォイドとの戦いを有利に進めることができる。

## 用語・設定

### 組織
ブレイド（BLADE）
プレイヤーが所属することになる民間軍事組織。「Beyond the Logos Artificial Destiny Emancipator（神の言葉を超えた人工的な運命の解放者）」頭文字の略称であり、本来は地球種汎移民計画に必要なとある技術を開発した男性が提唱した言葉であるが、ミラでの生活に必要な軍に変わる組織の名称としてナギが引用した。「ライフポイントの探索」「惑星ミラの調査」「NLAの治安維持」の3つ任務がある。様々な目的に対応するため大きく8つの「ユニオン」と呼ばれる組織に分かれて活動しているが、特定のユニオンに所属していても受ける任務に制限を受けることは無く、現実にエルマ隊はそれぞれ所属ユニオンがバラバラである。ユニオンは以下のいずれかから選択し、所属ユニオンに応じてユニオンサポートが受けられたり、それぞれのユニオンが推奨する行動を取ることでユニオンポイントが得られ、現実時間で一日毎の順位が決定する。一日に一度、順位に応じた「ユニオンサラリー」が受け取れる（DEではオミット）。前述の通り任務に制限は無く、どのユニオンに所属していても行動自体は全て自由に行える。
パスファインダー
各地にデータプローブを配置し、フロンティアネットの拡充を担当する。ロケーションの発見でもポイントが多く入る。ラオ、HBが所属。
インターセプター
ミラの原生生物の討伐が主な任務。調査チームの護衛や要人警護、NLA市民の救出なども担当している。ポイントはエネミー討伐やクエスト達成で獲得できる。イリーナ、グイン、フライが所属。
アヴァランチ
ミラの原生生物でも特に危険なオーバードの討伐を担当。インターセプターが守備なら、こちらは攻撃に相当する。エネミー討伐に加えてオーバード討伐でポイントが獲得できる。ダグ、ボゼが所属。
テスタメント
ミラに散らばった白鯨の残骸や戦場の遺留品の探索、回収を担当。データプローブ設置でもポイントは獲得できる。エルマ、イエルヴが所属。
コレペディアン
ミラの様々な場所に赴いてその土地の調査や素材の回収を行う。コレクションアイテムの回収の他、オーバード討伐でもポイントが獲得できる。マードレス、ミーアが所属。
ランドバンク
NLAの生活の維持に必要な資源、鉱石の確保を担当する。レアリソースの採掘、ロケーションの発見でポイント獲得。フォグ、セリカが所属。
アームズ
ドール、インナー双方の装備・兵器を開発しているアームズカンパニーの支援を担当。企業を成長させたりコマーシャルポイントを獲得するとポイントが入る。リン、アクセナが所属。
コンパニオン
NLAの住民間の問題解決を担当。所謂「なんでも屋」で、住民の喧嘩の仲裁から始まり迷い猫の探索まで住民からの要望に幅広く対処する。クエストを達成したり他プレイヤーのブレイドを成長させるとポイントを獲得する。ヒメリが所属。
グロウス
地球人と敵対している組織。星間勢力サマールに属し、「あのお方（ヴォイド）」を信奉する犯罪組織。地球のものとは比べ物にならない技術力に加え、圧倒的な数の構成員が所属しているが、これでもサマールのさらに末端の組織に過ぎないという。彼らと後述するゴーストが地球付近で戦争を始めたことが切っ掛けで、地球人は地球圏の放棄を強いられてしまった。純粋なグロウス以外にもバイアス人、ラース人といった異種族も隷属や自主的な協力など何らかの理由で所属しているが、クエストを進めると組織を抜けた異星人がNLAに移住する。
その実態は、太古の時代にサマール人によって造られた合成生命体だけで構成された組織であり、総帥のルクザールも例外ではない。地球人の生身の体を恐れていたのは、地球人の遺伝子に合成生命体が暴走した際の安全装置が組み込まれているためで、地球人の復活を阻止するために地球人およびライフ、セントラルライフを付け狙っていた。最終的に総帥のルクザールは死亡したが、その後も惑星ミラの各地に残党が残ることになる。
ゴースト
地球消滅時にグロウスと戦っていたもう一方の勢力。名前の通り組織には「幽霊」が巡っている。白鯨を攻撃し、ミラへ墜落の原因となった。消失現象と共に現れ、それ自体に意志はなく組織や勢力といった概念に属さない、ある主の自然現象や災害のような存在。オリジナル版ではオープニング以降は一切登場せず、最後まで触れられないまま終わっており、『DE』にて、追加シナリオである第13章で存在が明らかになり、惑星ミラで突然と出現した消失現象が発生されてた同時に多数の「ゴースト」が現れて主人公たちの前に立ちふさがる。

### メカニック
白鯨（はくげい）
地球種汎移民計画によって地球を飛び立った巨大移民船の一隻。艦長はナギ。地球を発って二年後、ゴーストの追撃によって深刻なダメージを受けた。それでも「英雄」と呼ばれる「アロイス・ブルノルト（アル）」という男性の活躍でゴースト群は排除できたが、損傷した船体では突如目の前に突如現れた惑星ミラの重力からは逃れられず、墜落。船体は上空で四散し、いくつかのユニットは人工重力発生装置によって軟着陸した。
Blue Blood（ブルー・ブラッド）
第5章で明らかになる設定。人間を模した「人エ生体・オリジナル口ボット」であり、名前の通り体内には「青い血」が巡っている。作中では主に「B.B.」と呼ばれる。
白鯨が地球から脱出し、新たな安住の地を探すのにはあまりにも時間がかかり、とても人間は生きていられないため、人間全員をセントラルライフに保存し、白鯨の維持に必要なクルーたちの意識だけをB.B.に送信して操作させることで実質的に生き永らえた。ロボットであるため年を取ることが無く、生殖能力も無い。しかし五感が存在し、食事も睡眠も可能で疲労を感じることもできるなど生身と遜色ないレベルの機能が再現されており、主人公も片腕を失い「生体循環液」が漏れ出ているためで、自分がB.B.であることに気付かなかった。その後にブレイドエリアの一つ「B.B.メンテナンスセンター」で応急処置する必要になる。基本的に本来の姿と同じ容姿であるが、NPCの中には実年齢が高齢でありながら若者のB.B.になっている者もいる。主人公のアバター作成がやり直せるのは、その身体であるB.B.自体が一種のアバターだからである。一方、作中では原生生物の卵を植え付けられて異形化したり、キマエラに取り込まれたりなど機械らしからぬ挙動を見せる他、後述の通り「生き返る」ことができるにもかかわらず喪に服したり暗殺を行おうとする者がいるなど、ストーリー上の扱いが一定していない部分もある。
身体能力も生身に比べて遥かに高いが、完全な不老不死ではなく、損傷して機能停止した場合はセントラルライフでしか新規のB.B.を登録できず、セントラルライフの電力が切れてしまえば生身の体の保存ができなくなるため、全滅する。ただし、損傷による「死亡」ではセントラルライフの生身の体は死ぬ訳ではないので、セントラルライフさえ発見できれば新たなB.B.を得ることも生身の人間として目覚めることも可能とされる。
これらの理由により、作中に登場する地球人類は主人公を含めて全て白鯨クルーであったB.B.であり、子供や老人、純粋な民間人の地球人類は一切登場しない。
生体循環液
本作ではB.B.の大切な血液の源で、名前の通り体内には循環している液体の総称で、主に血液とリンパ液を指します。これからは、酸素や栄養素運び、老廃物するなど、生命維待に不可欠な役割を果たしている。ただし、その生体循環液を全部失しなうと命生そのものを「再生」ができなくなることもある。
ドール
本作に登場する人型のロボットで、インナーとは比べ物にならない程の火力を有する。コクピットは共通して360度すべての視界が開けた全天周囲スクリーンを採用している。
地球製ドールは可変式フレームの上に外装モジュールをマウントする構成を持ち、人型の格闘形態から巡航形態への変形が可能。外装モジュールは二次装甲、内蔵火器、補助駆動機、パワーパック、武装ラックなどが一体となった「エクステリア」と呼ばれるモジュールと、機動装備、火器管制、機体管制モジュールが組み込まれた「バックパックモジュール」に分けられ、エクステリア装備を換装することで様々な戦局に対応できる。直線的な装甲を持ち、また装甲の表面を流水のように流れる光のラインがある。
ゲーム開始当初は搭乗できず、ストーリーを進めることで受注できる「ドールライセンス試験」に合格すれば使用可能になり、さらに条件を満たすことで飛行能力が追加されたドールフライトカスタムへと換装される。ライト、ミドル、ヘヴィの三種の種別があり、それぞれに傾向が異なる。本来、地球にとってオーバーテクノロジーであり、その技術はサマールの民であるエルマによってもたらされた。
グロウス側のものは対照的に曲線が多く、装甲の模様も大体が単色で光のラインは無い。こちらは量産機のクムーバ、可変型のガルドラ、ガルドラの強化発展機のバスギアが運用されている他、ラース人も独自にヴァサラ、カカラといった機体を使用する。
アレス
白鯨に搭載されていたオリジナルドール。エルマによって地球へもたらされ、全てのドールの原型となった。白鯨がゴーストの襲撃を受けた際にアルが搭乗し、その追撃を退けた後、パイロット共々消息不明となるが、その後『DE』の追加シナリオである第13章・前編で惑星ミラに帰還する。オリジナル版では冒頭のみの登場だが、『DE』の追加シナリオ版ではアルの専用ドールとして使用が可能。他のドールとは違い変形機構は持たず、地上を高速移動する際はインナーと同様にダッシュを用いる。
プログアレス
アレスを模して開発されたドール。オリジナルアレスにはない車両型の巡航形態への変形機構を持つ。隔離格納庫で開発されていた機体をラオが強奪し、黒鉄の大陸でエルマチームと対立した。シナリオ上ではラオ機のみ登場するが、条件を満たすことで同型機の開発が可能になる。
フレスベルグ
『DE』より登場。グラナダG.G.が開発した新型ドール。地球時代から開発が行われていたものの、諸事情により開発に難航していた。他のドールとは違い武装の換装はできないが、日本刀型のブレードや重力兵器を固定武装として装備している他、長距離の飛行を想定した巡航形態への変形機構が盛り込まれている。
ウィータ
死者渓谷で発見された大型ドール。ヴォイドの依代であり、フレーム部分がダークマターで構成されているなど、地球側では解析すら不可能な技術で建造されている。何らかの理由で主を失い、死者渓谷に墜落していたところをグロウスが回収を試みたが、生身の生物に襲いかかるプラエドの存在によって阻まれていた。その後、ラオの依頼を受けたエルマチームによってNLAに回収され、隔離格納庫に収容されたが、NLAを襲撃したグロウスによって強奪された。セントラルライフでの戦闘でルクザールが搭乗し、『DE』では本来の持ち主であるヴォイドの依代となる。
マ・ノン船
マ・ノン人たちがミラにやって来た際に乗っていた非武装の宇宙船。彼らがNLAに移住する際に未開発エリアに接舷し、ブレイド本部前に船内への転送装置が設置される。右舷と左舷に別れた双胴船で、当初は右舷にのみ出入り可能だが、その後左舷もNLAに移住した異星人たちの居住エリアとして解放される。『DE』の追加シナリオでは消失現象の拡大する惑星ミラからの脱出のため、新白鯨として改修を受ける。

### 種族
地球人
白鯨に乗ってミラへやって来た地球人。その大半がB.B.と呼ばれる遠隔操作ロボットを介して活動している。かつて他の宇宙からやって来たサマール人の末裔とされ、サマールの生み出した合成生命体（グロウス）に対する安全装置としてその遺伝子に合成生命体を破壊する因子が組み込まれているため、グロウスから激しく敵視され、生身の地球人が復活することを恐れられている。
ノポン人
他のゼノブレイドシリーズにも登場する交易種族。丸くて愛らしい外見と語尾に「〜も」を付ける特徴は他作品と共通。本作ではミラに元々住んでいた種族らしく、キャラバンで各地を移動しなが商売を行っている。ドドンガキャラバン、ドリアンキャラバンと友好条約を締結すると、NLAにバザーやアームズカンパニーを開業する。
バイアス人
グロウスに所属する異星人。NLAがミラで最初に接触した異星人でもある。獣の肉を好んで食べる狩猟民族でもあり、葬儀の際には死んだ者の亡骸を獣に食わせて魂を返すという風習がある。元々は「巌窟の一族」と「大樹の一族」に分かれて一万年にも及ぶ長い闘争を続けてきた種族で、巌窟の一族にグロウスが接触したことでパワーバランスが崩れ、大樹の一族は労働力として使役されることになった。ノーマルクエストを進めることで大樹の一族をNLAで保護することになり、その後巌窟の一族の一部も亡命する。
マ・ノン人
爬虫類を思わせる外見と小柄な身体を持つ異星人。争いを好まないが地球人とは比べ物にならない高い技術力を持つ。宇宙船で宇宙を渡航している際になぜかミラへやって来てしまい、そこでグロウスの攻撃を受けていた所をエルマチームに保護され、宇宙船ごとNLAに移住する。マ・ノン人にとって本来食事とは単に栄養補給の手段に過ぎなかったが、NLAで出会ったピザにカルチャーショックを受ける。一方で価値観の違いからトラブルが起きることも多い。
ラース人
ラース星系出身の獣人型の異星人。信仰という概念を持たず、武人然とした性質を持った傭兵種族で、王太子のガ・デルグによって率いられている。屈強な肉体と類まれなる戦闘能力を持ち、かつては一大勢力を誇っていたが、グロウスの策略によって零落し、その軍門に下っていた。地球人との戦いを通じてグロウスを離反し、その後傭兵団として独自行動を行い、条件を満たすことでNLAと一時的な同盟を結ぶ。
クリュー人
クリュー星系出身の、長い耳を持った異星人。セリカと『DE』に登場するニール・ネールが該当する。古代サマール文明を信奉し、その技術を他文明に伝えることで宇宙は豊かになると信じていたが、その結果戦争が勃発し、クリュー本星は他者の立ち入りを禁ずる高度な管理社会となった。託宣の巫女と呼ばれる人物がヒエラルキーの上位に属し、生殖ではなくクローン培養によって種を存続させている。
オルフェ人
昆虫に似た姿を持つ異星人。体内に共生する「オーヴァ」と呼ばれるウィルスの声に従って行動する。オーヴァに価値観を依存し、種族の存続のために効率的な行動を行う。高い技術力を持ち、種の存続のためにグロウスに技術を提供して来たが、地球人に協力した方が生存確率がわずかに高いという理由でNLAに移住。雌雄の概念がないため、生殖ではなく「セニラバ水」と呼ばれる特殊な水を使い自身の身体を分裂させて繁殖する。NLA移住当初はわずか5人であったが、セニラバ水を安定供給できるようになると人口が増えていく。
ザルボッガ人
ボルタントをリボルタントすることで生命維持を行う異星人。「ゴルボッカ」と呼ばれる神を信奉し、リボルタントは彼らにとって食事であると同時に使命であるという。過酷な環境でも活動できる防護服で身を固めているため、グロウスでは危険な場所の調査などにこき使われてきたが、それに嫌気が指していた所を主人公たちに保護されNLAに移住した。ボルタントとはゴミや危険物、汚染物質であり、リボルタントとはそれを無毒・無害化することを指す。地球人は生活でゴミを出すため、持ちつ持たれつな関係を構築するが、逆にピザやハンバーガーなどの食べ物は彼らにとって劇物である。
デフィニア人
変身能力を持った異星人。女性しか存在しない特殊な種族で、太古から存在する「フォルトゥン」と呼ばれるAIを母と崇めており、彼女の指示に従ってグロウスに協力する。変身能力を使ってNLAでのスパイ活動や後方かく乱を行っており、複数のノーマルクエストで黒幕として対立する。変身能力は外見を見せかけるのみであり、触れられると効果は失われる。
ミルサード人
珪素で構成された機械に近い身体を持つ異星人。痛覚を任意に遮断できるため、戦闘に対する恐怖はないほか、反射神経の鋭さから非常に優れたドール搭乗者となる個体も存在する。狩猟を神聖視し、近接武器のみで大型生物の狩りをおこなうため、近接戦闘力に優れ、グロウスでは要人暗殺などを担っている。母星のベドウィでは、少数のミルサードが圧倒的大多数の異星人奴隷を支配し、専制政治を行っていた。
マルナーク人
平均寿命が短く、地球人と比べると成熟が早い異星人。戦闘以外に興味がなく、非常に好戦的な種族で、出身星のワイランは軍事技術だけが突出していたが、惑星規模の内戦によって崩壊し、グロウスに所属していた者たちだけが生き残った。常に戦場に身を置くため、傭兵として渡り歩く者も多い。生死を司る神を主神とした独自の多神教を信仰しており、敵を倒し主神の元へ送ることが尊いとされ、その数によって死後の世界での地位が決定される。種族内の階級は成人の儀の決闘の結果で決定し、その後は戦果に応じて変動していく。
サマール人
太古の昔、別の宇宙からやって来たとされる異星人。 サマール人のエルマが該当する。自らの労働力として合成生命体を作り出し、それがグロウスの前身となった。サマール人の一部はかつての栄華を捨てて地球に移住し、その末裔が地球人になったと言われている。

### エネミー
オーバード
惑星ミラに徘徊するエネミーの中でも特に強い力を持った個体で、前作のユニークモンスターに相当する。ミラの環境か遺伝子の変異なのか、通常の個体よりも身体能力、知性、時には大きさまでもが超越していることから「オーバード（超越者）」と呼ばれる。それぞれが肩書きと個別の名前を持つ。単純に普通より強いモンスター程度の場合もあれば、ボスモンスターの如く鎮座していたりフィールドを我が物顔で闊歩しているものもいる。また、野生モンスターのみならず、暴走する兵器やグロウス側の強者、異星生命体などもオーバードとして認定されている場合がある。
呼び名の通り周囲のエネミーとは比較にならない強さを持ち、中には無為無策では手も足も出なかったり、次元の違う圧倒的な強さでプレイヤーを一方的に蹂躙する個体も居る。撃破は基本的に必須ではないが、倒せれば相応の見返りがある。
テレシア
「命を統べる者」と呼ばれる竜のような超生命体。通常は夜光の森の最北部にある神鳥寝所の上空を飛んでいる。その行動は予測不能だがブレイドにとって敵対するとは限らず、本編中でも一度エルマチームを助けている。その正体は最後まで明言されず、前作でのハイエンターが変異した同名の存在と同様「不浄な命を刈り取る」と考えれているが、そちらとの関連性も不明。前作のものとは強さ・大きさ共に桁違いで、作中最高のレベルを誇るオーバードとして君臨する。
プラエド
夜光の森の奥地にある死者渓谷に生息している原生生物。同種以外の生物を根こそぎ喰らい尽くすという凶暴な性質を持ち、生息地は植物すら生えないほどに荒廃してしまっている。
キマエラ
セントラルライフの生体生成システムを兼ねた防衛機構によって生み出された生体兵器（キメラ）。ルクザールの攻撃でライフの制御システムが暴走した結果、様々な遺伝情報が交じり合ったことで醜悪な異形の怪物が次々と生み出されることになる。
本編ストーリー終了後はライフから逃げ出した個体がオーバードとして登場する。
イェギラス
外宇宙で発生した超生命体。周囲一帯を枯渇させるほどのエーテル吸収能力によって生体活動はおろか、恒星間を移動するほどのエーテルを蓄える。辿り着いた星で破壊と殺戮の限りを尽くし、破壊衝動を満たした後に次の惑星に向かうことを繰り返している。
本編のストーリーには一切絡まず、作中ではマルチプレイ要素であるスコードミッションや、全プレイヤーが協力して戦うワールドエネミー討伐で登場する。マルチプレイ以外では一体のみオーバードとして登場するが、作中最強クラスの強さを持つ。

### その他
地球事変
西暦2054年に地球近傍で勃発したグロウスとゴーストによる戦闘。この戦闘の波及を予知した地球人類は地球の放棄を決定し、地球種汎移民計画を実行。戦闘に巻き込まれた地球は消滅することになった。
地球種汎移民計画
本作の根幹に深く関わっている計画。異星人同士の戦争に巻き込まれて滅ぶ運命の地球を捨て、宇宙船を以て生命体を運び、他の天体へ移民するという計画。主人公たちが乗った白鯨は、多数行われたこの計画のうちの一つだった。
終盤、地球種汎移民計画は本当はセントラルライフに生身の体が保存されているわけではなく、B.B.を動かしていたのは二千万人の遺伝子と意識を電子化し、それを送信して操作する超大型コンピューターで、そしてセントラルライフに保存されていたのは生命体の遺伝子情報だった、ということが明かされる。つまり生身の体を持ってくるのではなく、新たな大地で新しく生身の体を作って生き延びる、という計画であった。「そうして新しく作られた自分は果たして自分なのか」ということを巡って激しい議論が為されたが、それでもこの計画が実行されたのは少しでも多くの人類の遺伝子情報を残すためであった（コールドスリープを行い生身の体を持っていこうとする計画もあったが、それで運べたのは三万人ほどだった）。
第ニ次汎移民計画
『DE』の追加シナリオである第13章・中編では新たな根幹に深く関わっている第ニの計画。第ニの母性・惑星ミラでは消失現象に出現した「ゴースト」より最大の危機にせめられているため脅威から同胞を守らねばならない。まずは全の元凶である「ヴォイド」を討伐しアレスのコアを取り戻し、B.B.たちや多くの異星人たちを「新白鯨」に乗って別の世界に転移する。つまり、この惑星ミラを放棄する以外に「ブレイドのキズナ」として道に進み生き残り魂を進化するための戦い、という第ニの計画である。
ライフ
白鯨に搭乗した人々が眠る施設で、NLAの住民となる白鯨クルーや戦闘員以外の一般市民はここでコールドスリープによる眠りについている。ミラに墜落する際に白鯨の船体から分離し、惑星のあちこちに散らばってしまった。ライフが墜落した場所はライフポイントと呼ばれ、これを捜索するのがブレイドの重大な任務の一つとなっている。
しかし実際はNLAの住民であるB.B.を含む白鯨搭乗者の肉体は個々のライフではなく全てセントラルライフへと収容されている。
セントラルライフ
地球種汎移民計画の真の要。白鯨に搭乗した約二千万人もの生身の肉体を保存しているとされる巨大施設。これを見つけ出して生身の体を取り戻すのが本来のブレイドたちの役目である。電力が切れるとB.B.へのセントラルライフからの意識の送信が途絶え、活動不可能になり永久に捜索できなくなってしまう。NLAのブレイドタワーに表示されているパーセントは残りの電力を示しているものである。グロウスの技術力でも破ることができない防御フィールドを展開することができる。
長らく捜索が行われてきたものの全く見つからず、ラオの持っていたデータデバイスによって、黒鋼の大陸の西の海域にあると判明。だが、その内部にはコールドスリープを受けた体は無く、あらゆる生命体を造り出せる無尽蔵の原形質溶液と、上記のB.B.を操作する光量子コンピューターがあるだけだった。地下にはそのB.B.を操作するための意識と遺伝子情報を電子化したものを保存しているデータベースエリアがあるはずだったが、白鯨墜落時にすでにデータベースは大破しており、何故B.B.が動作し続けているかという謎を残しストーリーは幕を閉じる。この真相については『DE』の追加シナリオで解明されることになる。
追加シナリオ
本作のSwitch版では新たなストーリーで惑星ミラに残る謎、Wii U版では語られなったその後の物語の続きに関する情報が含まれている。
消失現象
『DE』の追加シナリオでミラ各地に発生する怪現象。ゴーストの出現とともに黒い球体状の空間が広がり、その中に飲み込まれたものは光すら消失する。
新惑星
『DE』の追加シナリオである第13章・後編で登場する「地球」に近い母性。消失現象から転送に成功されて新白鯨は第三の故郷となり、新たな楽園とする。

## 追加コンテンツ

### ロード高速化データパック（無料）
パッケージ版向け。データの一部をWii U本体にインストールしておくことでロード時間を短縮できる。
ロード高速化「基本データパック」
使用頻度の高い地形などのデータ。（使用容量: 2.0GB）
ロード高速化「エネミーデータパック」
エネミーなどのデータ。（使用容量: 2.7GB）
ロード高速化「プレイヤーデータパック」
プレイヤーに関するデータ。ショップなどのロードが短縮される。（使用容量: 3.6GB）
ロード高速化「ドールデータパック」
ドールの表示時間が少し短くなる。（使用容量: 1.7GB）

### 追加クエスト
2015年5月8日より販売開始。DEでは最初から実装済み。
新キャラ追加クエスト
キャラクターが追加されるクエスト。HB、ボゼ、イエルヴ、アクセナの4種類。
サポートDLCクエスト
成長促進、増収増益、キズナ促進の3種が販売される。

## 評価
- 週刊ファミ通クロスレビューで9点/9点/8点/8点の合計34点のゴールド殿堂入りを果たした。
- ファミ通.comのアンケート（集計対象1200人以上）によると平均プレイ時間は「168時間」、100点満点で「平均74.4点」、最も多いプレイしてよかった点として「フィールドの探索」「ドール」「クエスト」などが挙げられ、改善して欲しい点として「ユーザインタフェース」「ストーリーの展開」「演出面の改修」を求める意見が多かったとされている。特に「世界設定・ストーリー」はプレイ前の期待値とプレイ後の感想との落差が大きく、本アンケートについてディレクターの高橋は「おおむね僕と同意見。次はこの路線を継続しつつ、濃いストーリーを作りたい」とコメントしている[33]。
- 主人公がアバターという点でストーリー上の立ち位置や感情移入の度合いに関してはユーザーからの不満意見が多かった[33]。

## サウンドトラック
澤野弘之が手掛ける本作のサウンドトラック「XenobladeX」Original Soundtrack（「ゼノブレイドクロス」オリジナル・サウンドトラック）がデフスターレコーズより2015年5月20日発売。
4枚組55曲を収録。